# Idépolitik
Idépolitik er en politik, som i modsætning til realpolitik, søger at nå sine mål gennem samarbejde om fremtidsorienterede og langsigtede politiske løsninger. Idépolitik distancerer sig yderligere fra realpolitik ved i sin grundform, at være samfundsinddragende. Mere specifikt henter politikken inspiration og mulige løsninger fra samfundets erfaringslivsverden og kombinerer den med relevant forskning. Forudsætningen for succes er de fremtidsorienterede visioner, opmærksomhed på nationale og internationale bevægelser, økonomisk bevidsthed samt aktiveringen af alle dele af samfundet. Idépolitikken søger gennem aktiveringen bevidst en konsolidering af fællesskabets kræfter, der optimalt set består af interessenter som den offentlige sektor, erhvervslivet, arbejderne, organisationer, frivillige, fagforeninger, kulturelle og individuelle orienteringer, uddannelsesinstitutioner, samfundets borgere samt samfundsudviklende investorer.
Ideologisk er idépolitikken funderet i utilitarismen og socialismen sammenholdt med liberalistisk mådehold og omtanke.